# Mirandesiska

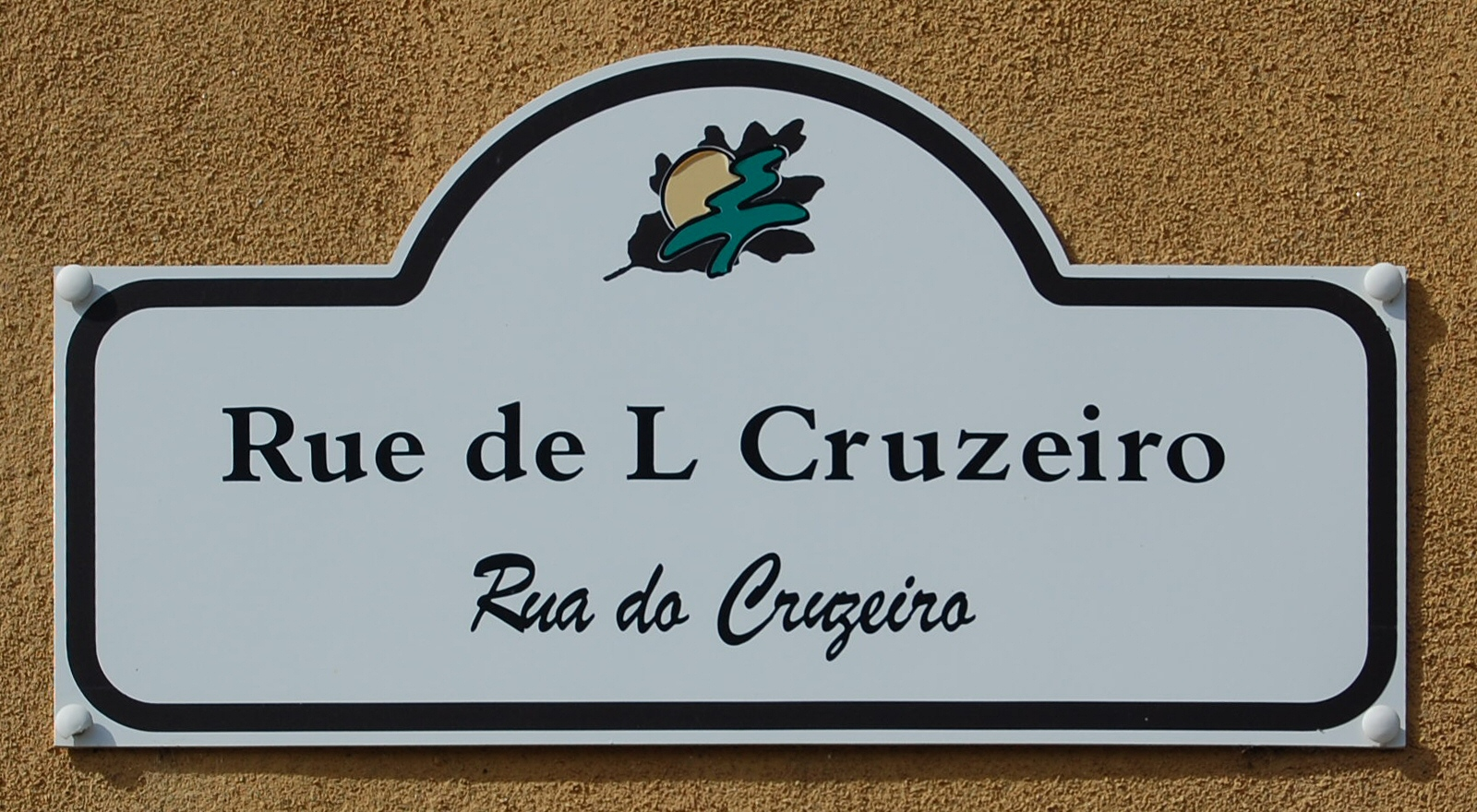
Gatuskylt på mirandesiska och portugisiska i Genísio

Mirandesiska är ett romanskt språk som talas i nordöstra Portugal i området kring staden Miranda do Douro, främst i kommunerna Miranda do Douro och Vimioso. Det är besläktat med asturiska.. Mirandesiska är sedan 1999 officiellt språk i Portugal, och talas av omkring 15 000 personer. Språket anses vara hotat.
I dagens läge undervisas språket i några skolor och det finns tidningar på mirandesiska.

## Fonologi

### Vokaler
|              | Främre | Central | Bakre |
| ------------ | ------ | ------- | ----- |
| Sluten       | i      | ɨ       | u     |
| Mellansluten | e      | ɐ       | o     |
| Mellanöppen  | ɛ      |         | ɔ     |
| Öppen        |        | a       |       |

Alla vokaler förutom [e], [ɛ] och [a] kan också realiseras som nasala. 
Källa:

### Konsonanter
|           | Bilabial | Labiodental | Dental | Alveolar | Palatal | Velar  |
| --------- | -------- | ----------- | ------ | -------- | ------- | ------ |
| Klusil    | p \| b   |             | t \| d |          |         | k \| g |
| Frikativ  |          | f           | s \| z | ɕ \| ʑ   | ʃ \| ʒ  |        |
| Affrikat  |          |             |        |          | ʧ       |        |
| Nasal     | m        |             | n      |          | ɲ       |        |
| Lateral   |          |             |        | l        | ʎ       | ɫ      |
| Tremulant |          |             |        | ɾ ~ r    |         |        |

Källa: